# Yōshūkai

Yōshūkai-Emblem in der internationalen Version

Yōshūkai (jap. 養秀会, dt. Halle der ewigen Verbesserung) ist ein okinawischer Karatestil, der sich in der Mitte des 20. Jahrhunderts aus dem Chitō-ryū entwickelt hat. In Deutschland wird Yōshūkai im Deutschen Karate Verband als eigene Stilrichtung mit dem Honbu Dojo in Dortmund geführt, die Prinzipien werden aber auch von einigen anderen, stiloffenen Dojos gelehrt.

## Merkmale des Stils
Yōshūkai ist eine Abwandlung des okinawischen Chitō-ryū mit Einflüssen des Gōjū-Ryū und übernimmt deshalb die meisten der Kihon- und Kata-Techniken des Mutterstils. Aufgrund der körperlichen Größe des Gründers und seiner Gefolgsleute wurden diese Techniken aber mit festeren und tieferen Ständen interpretiert. Ebenso wurde mehr Wert auf Würfe, Hebel und den direkten Nahkampf in der Schwingerdistanz gelegt. Insgesamt wirken dadurch Katas des Yōshūkais träger und kraftvoller als von vergleichbaren Stilen. Weitere Unterschiede zu Hauptinsel-Stilen, wie zum Beispiel dem Shōtōkan, bestehen durch das Training an den typischen okinawischen Waffen (Nunchaku, Bo, Sai und Tonfa) und das Fehlen von Angriffssprungtechniken.
Während Kumite üblicherweise im internationalen Yōshūkai nach Vollkontaktregeln wie im Kyokushin Kaikan praktiziert wird, wird in Deutschland nach Regeln der World Karate Federation im Leichtkontakt gekämpft. 
Ebenso ist aus rechtlichen Gründen in Deutschland das Training mit Nunchaku verboten, die im Yōshūkai eigentlich als erste Waffe gelehrt werden. Dieses Training wurde konzeptionell durch eine frühere und längere Ausbildung am Bo ersetzt. Yōshūkai-Karatekas erhalten somit insgesamt eine im Vergleich zu anderen Karatestilen stärker auf Kobudo ausgerichtete Ausbildung.

## Geschichte
Der Stilgründer Mamoru Yamamoto (geb. 10. Juli 1938) trainierte in seiner Kindheit Judo und begann Karate mit 15 Jahren unter dem Chito-ryu Stilgründer Chitose zu üben. Michael G. Foster, ein Bediensteter der US-Armee, trainierte zuerst ebenfalls Judo und lernte später Goju-Ryu unter Watanabe. Sowohl Chitose, als auch Watanabe, erkannten zum einen die Fähigkeiten ihrer Schüler, aber auch dass sie aufgrund der überdurchschnittlichen Größe die klassischen Karatetechniken abwandeln mussten. Chitose sandte demnach Yamamoto aus, sein eigenes Dojo mit seinem eigenen Stil zu gründen. Watanabe, der Yamamoto kannte, empfiehlt Foster darauf ebenfalls mit Yamamoto zu trainieren. Yamamoto und Foster wurden intensive Trainingspartner und somit wurden teilweise auch Elemente des Goju-Ryu Bestandteil des neuen Stils. Ebenso arbeiteten Yamamoto und Mas Oyama, der Gründer des Kyokushin Kaikan, intensiv zusammen und erarbeiteten die Regeln des Vollkontaktkarates, wie er noch heute praktiziert wird.

## Emblem
Das Emblem soll den kaiserlichen japanischen Insignienspiegel „Yata no Kagami“ zeigen als rote Umrandung mit weißem Hintergrund in Form einer Lotosblüte als Zeichen der Weisheit durch Selbstreflexion. Im oberen Kreis sind die drei Kanji „養秀会“ in einem Bogen geschrieben. Die Mitte des Spiegels ziert die japanische Flagge. Im unteren Drittel ist gebogen „YOSHUKAI-KARATE“ geschrieben, so dass sich die westliche und japanische Schreibweise innerhalb der Insignienzeichnung spiegeln. 
International wird die rote Sonne der japanischen Flagge häufig noch mit dem Symbol 忍 (zu dt. „Geduld“) ergänzt und die Worte „YOSHUKAI-KARATE“ durch eine Individualisierung des entsprechenden Dojos angepasst.

## Kata

### Waffenlose Katas
Folgend eine Übersicht der waffenlosen Katas, die im Yōshūkai gelehrt werden.
| Name                                    | Kanji    |
| --------------------------------------- | -------- |
| Nijushichi                              | 二十七   |
| Zenshin Kotai                           | 前進後退 |
| Taikyoku: Shodan, Nidan, Sandan, Yondan | -        |
| Shihohai                                | 四方拝   |
| Gekisai                                 | 撃塞     |
| Seisan                                  | 正整     |
| Niseishi                                | 二十四歩 |
| Rohai Sho                               | 鷺牌 小  |
| Rohai Dai                               | 鷺牌 大  |
| Sochin                                  | 荘鎮     |
| Tenshin                                 | 転身     |
| Mugen                                   | 無限     |
| Bassai                                  | 披塞     |
| Sanchin                                 | 三戰     |
| Chintō                                  | 鎮東     |
| Kūsankū                                 | 公相君   |
| Sanshiryu                               | 三十六歩 |
| Ryusan                                  | 龍山     |
| Tensho                                  | 転掌     |
| Seienchin                               | 征遠鎮   |
| Hen Shi Ho Jitsu 1 - 50                 | -        |

Als Stilkata gilt die Kata „Seisan“. Die Kata „Gekisai“ ist eine Verschmelzung der beiden „Gekisai“ Katas des Gōjū-Ryū. Die Kata Mugen ist eine Eigenentwicklung des Stilgründers.
Die Formen des Hen Shi Ho Jitsu entsprechen festgelegten Ippon Kumite Partnerübungen und haben ihren Fokus auf der Selbstverteidigung.

### Kobudo Katas
Die Waffenkatas des Yōshūkai Stils kennen sowohl eigenständige Waffenkatas als auch Interpretierung von waffenlosen Katas. Dies ist vor allem bei den Katas mit Sai sichtbar. Folgend eine Liste aller Kobudo Katas des Yōshūkai:
| Name                                 | Waffenart |
| ------------------------------------ | --------- |
| Nunchaku-Kihon-Kata                  | Nunchaku  |
| Nunchaku-Kihon-Kata Shodan           | Nunchaku  |
| Nunchaku-Kihon-Kata Nidan            | Nunchaku  |
| Nunchaku-Kihon-Kata Sandan           | Nunchaku  |
| Misato No Nunchaku                   | Nunchaku  |
| Honto                                | Nunchaku  |
| Kihon-Bo-Kata: Shodan, Nidan, Sandan | Bo        |
| 31-Bo-Waza                           | Bo        |
| Shushi-no-Kon-Sho                    | Bo        |
| Uchi-wa-no-Kata                      | Bo        |
| Sho-no-Bo                            | Bo        |
| Bo Tai Bo                            | Bo        |
| Bo Tai Sai                           | Bo        |
| Naha-Bo                              | Bo        |
| Zenshin-Kotai Tonfa                  | Tonfa     |
| Shiho-Hai Tonfa                      | Tonfa     |
| Tonfa no Bo                          | Tonfa     |
| Zenshin-Kotai Sai                    | Sai       |
| Shiho-Hai Sai                        | Sai       |
| Rohai Sai                            | Sai       |
| Bassai Sai                           | Sai       |
| Mugen Sai                            | Sai       |
| Sai Tai Bo                           | Sai       |